# SKB Group

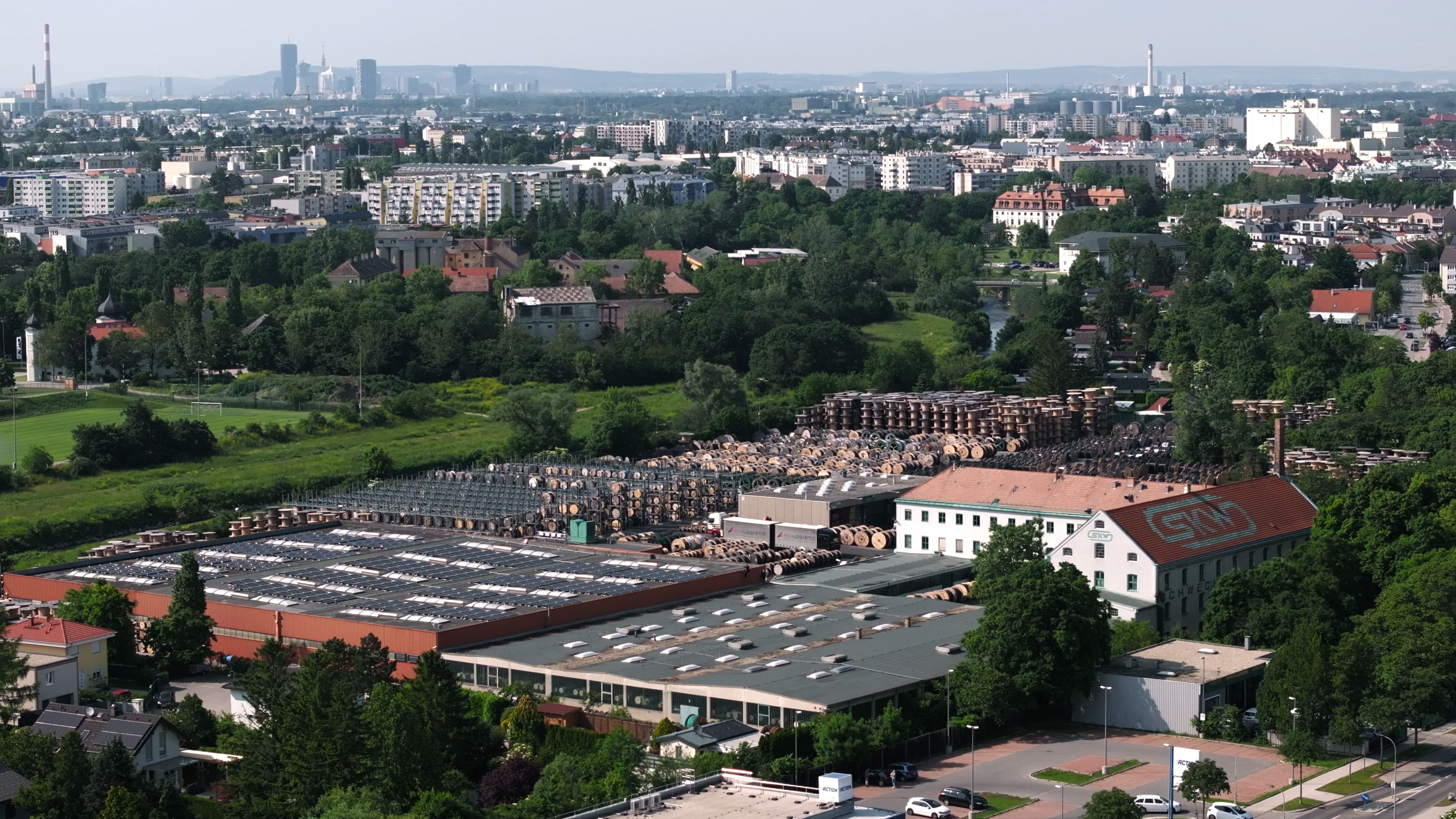
SKW-Werk in Schwechat

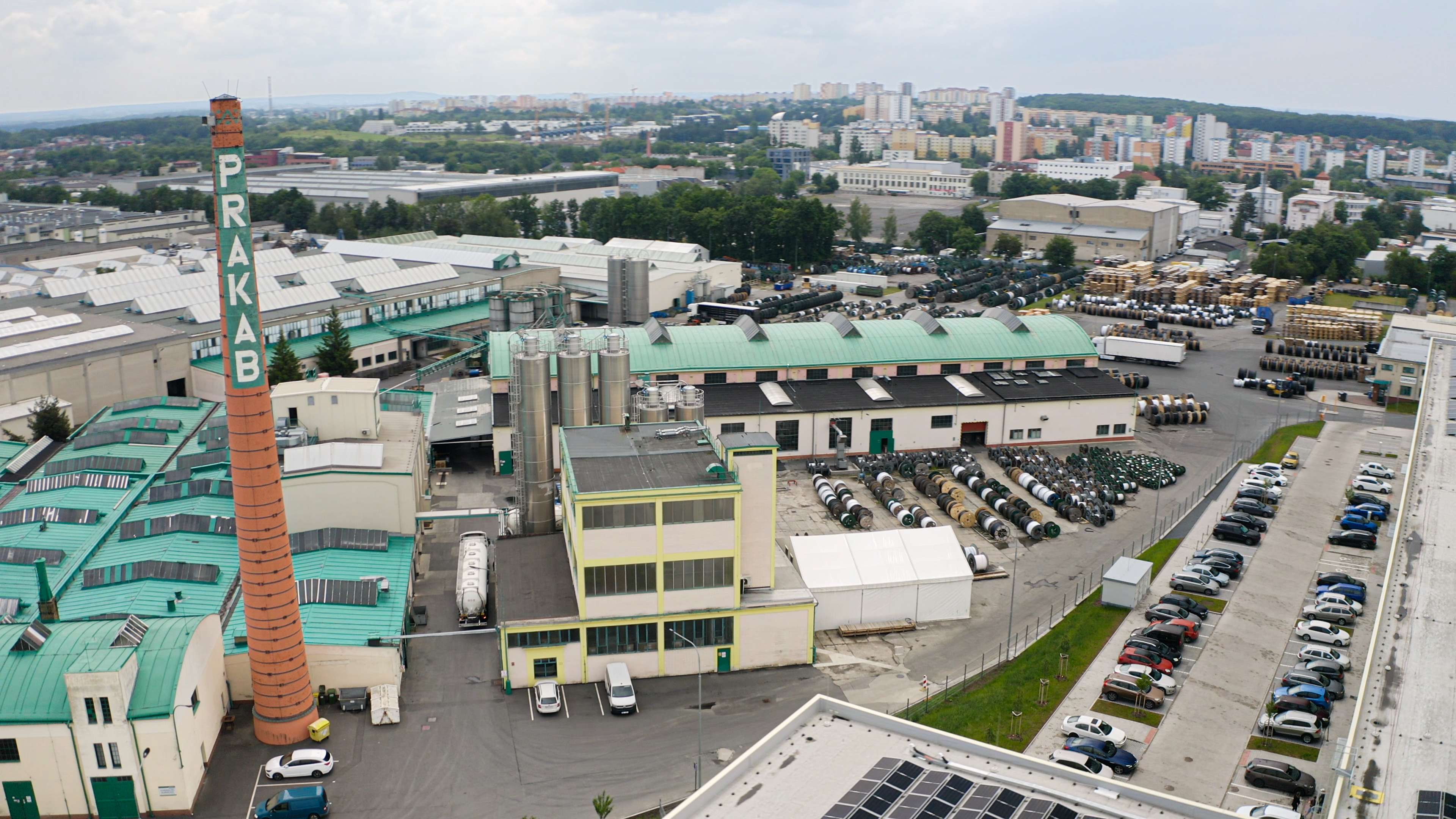
PRAKAB-Werk in Prag

Die SKB Group ist ein Produzent von Kabeln und wird von der SKB Industrieholding GmbH mit Sitz in Schwechat bei Wien gesteuert. Das in fünfter Generation geführte Familienunternehmen entstand mit der Gründung der Schwechater Kabelwerke im Jahr 1891, die Gruppe wurde 2008 gebildet. Heute verfügt sie über Produktionsstandorte in Österreich, Tschechien, der Slowakei und der Ukraine. Unternehmen der Gruppe betätigen sich auch im Kabel-Großhandel.

## Angebot und Kunden
Die Unternehmen der Gruppe stellen Kabel und Leitungen für unterschiedliche Anwendungen her bzw. vertreiben diese. Die Gruppe gilt als Spezialist für Nieder- und Mittelspannungskabel im Spannungsbereich von 1 bis 30 Kilovolt. Auch Sicherheitskabel bietet die Gruppe an. Kunden kommen vor allem aus der Energie-, Telekommunikations- und Eisenbahnbranche. Von der Gruppe produzierte Kabel werden beispielsweise im Blanka-Tunnelkomplex, im Kernkraftwerk Dukovany oder in den U-Bahn-Systemen von Wien und Prag eingesetzt.

## Organisation
Die Holding steuert die Geschäfte der Tochtergesellschaften und ist auch für die Weiterentwicklung der Gruppe verantwortlich. Die wesentlichen Töchter sind:
- SKW Schwechater Kabelwerke GmbH mit Standort in Schwechat (Österreich)
- PRAKAB Pražská Kabelovna s.r.o. mit Standort in Prag (Tschechien)
- KONEKA s.r.o. mit Standort in Prag (Tschechien)
- ICS Industrial Cables Slovakia, spol. s r.o. mit Standort in Nitra (Slowakei)
- LLC Interkabel Kyiv mit Standort in Kiew (Ukraine)

Als Mitglieder der fünften Generation führen die Brüder Alexander und Christoph Tremmel-Scheinost seit 1990 das Familienunternehmen.

## Geschichte

### Gründung und erste Jahrzehnte
Der Uhrenfabrikant Otto Steiner, er entstammte einer jüdischen Familie aus Karolinenthal bei Prag, gründete 1891 die „Kabel- und Gummifabrik Otto Steiner“ in Schwechat. Sie produzierte mit Guttapercha und Kautschuk isolierte Leitungen, Telegraphendrähte und Bleikabel. Die Fabrik erreichte 1896/1897 den Vollbetrieb. Die Produkte wurden in den Ländern der Österreichisch-Ungarischen Monarchie und darüber hinaus vertrieben, teils bis in die Vereinigten Staaten und Russland. Von 1904 bis 1906 übernahm der Schwiegervater Steiners, der jüdische Fabrikant Heinrich Eger, nach und nach das Unternehmen, das sich in einer schweren Liquiditätskrise befunden hatte. Es firmierte anschließend unter „Schwechater Kabel- und Gummiwerke Heinrich Eger & Co“. 1912 erfolgte unter der Regie des jüdisch-böhmischen Großindustriellen Emil Kolben die umfassende Modernisierung der Fabrik. Heinrich Eger hatte ihn für diese Aufgabe angeworben und beteiligte ihn am Unternehmen, das zur „Schwechater Kabelwerke Gesellschaft mbH“ (SKW) wurde.
In der Zwischenkriegszeit errichtete das Unternehmen in Prag 1919 eine Zweigniederlassung, um die Märkte in Böhmen und Mähren nicht zu verlieren. Sie wurde von der 1921 gegründeten „Pražská tovarna na kable s.r.o.“ (PRAKAB) übernommen. An dieser waren unter anderem Kolben, die Witwe des Schwechater Unternehmensgründers und ihre Brüder Robert und Alfred beteiligt. Das tschechische Unternehmen baute im Prager Stadtteil Hostivař ein neues Werk, das in den 1930er Jahren auf eine Belegschaft von 300 Mann kam. Infolge der Weltwirtschaftskrise schloss sich PRAKAB 1933 einem tschechischen Vertriebskartell an, um Umsätze zu sichern. Im Nachkriegsösterreich war auch die SKW 1928 einem österreichischen Vertriebskartell beigetreten, um Absatzschwierigkeiten zu begegnen.

### Im NS-Regime und im Zweiten Weltkrieg
Nach dem Anschluss Österreichs an das nationalsozialistische Dritte Reich (März 1938) wurde die SKW zugunsten eines alten Kämpfers der NSDAP arisiert. In den Folgejahren war die Produktion von der SKW überwiegend auf Kriegszwecke ausgerichtet. Nach der Zerschlagung der Tschechoslowakei (März 1939) folgte in Prag die Arisierung der PRAKAB, die im August 1939 abgeschlossen war. Auch hier richtete sich die Produktion dann an NS-Autarkiebestrebungen und der Kriegswirtschaft aus. Mitglieder der beraubten Eigentümerfamilien der SKW und der PRAKAB wurden Opfer des Holocaust.

### Von 1945 bis 1990
In Österreich wurde die SKW an die Mitglieder der Eigentümerfamilien restituiert. Mit der 1959 erfolgten Übernahme der Geschäftsführung durch Heinz Tremmel-Scheinost, einem Enkel des Unternehmensgründers, besserte sich die Lage des Unternehmens. Der neue Geschäftsführer setzte nicht allein auf Eigenproduktion, sondern auch auf den Großhandel mit Produkten anderer europäischer Kabelhersteller. Bis Mitte der 1960er Jahre wuchs der Anteil des Handels am Gesamtumsatz des Unternehmens auf mehr als 50 Prozent. In den Nachkriegsjahrzehnten wurden die Produktionsanlagen mehrfach erweitert, ebenso die Hallen für Fertigung und Versand. 1978 erfolgte zudem der Einstieg in die Lichtwellenleiter-Anschlusstechnik durch Gründung der SKG-Spezialkabelgesellschaft als Schwestergesellschaft der SKW.
Kurz nach Ende des Zweiten Weltkriegs wurde PRAKAB verstaatlicht und war zeitweilig Teil der Kombinate „Kablo“, „Kablo Kladno“ beziehungsweise Sdružení závodů silnoproudé elektrotechniky. Anfang der 1960er Jahre erreichte die Zahl der Beschäftigten ihr Maximum (1026). Das Werk in Hostivař wurde von 1968 bis Ende der 1980er Jahre schrittweise vergrößert. Ein Schwerpunkt lag in der Herstellung von Aluminiumkabeln.

### Seit 1990
Nach dem Fall des Eisernen Vorhangs suchte die SKW nach Märkten und Partnern in den früheren Ostblockstaaten. Dabei ergaben sich Gespräche mit Vertretern des Kabelwerks in Hostivař. Sie führten 1992 dazu, die im November 1991 gegründete Aktiengesellschaft „PRAKAB Pražská Kabelovna a.s.“ per Aktienmehrheit in die SKW zu integrieren. In der zweiten Hälfte der 1990er Jahre wurde die Produktion zur PRAKAB nach Tschechien verlagert, Die SKW in Schwechat übernahm die Funktion eines Logistikzentrums. Mit seinen Produkten gewann PRAKAB eine Reihe von Kunden in den mitteleuropäischen Märkten für Energie-, Telekommunikations- und Signalkabel.
2006 übernahmen Alexander und Christoph Tremmel-Scheinost 60 Prozent des einige Jahre zuvor gegründeten ukrainischen Kabelproduzenten „Interkabel Kiew“ (IKK). Im Jahr darauf nahm im slowakischen Nitra ein völlig neuer Produktionsstandort unter dem Namen „ICS Industrial Cables Slovakia s.r.o.“ den Betrieb auf. Er konzentrierte sich auf die Herstellung hochflexibler Kabel. 2008 schieden Alexander und Christoph Tremmel-Scheinost aus der operativen Führung der SKW aus und übernahmen das Management der SKB Industrieholding GmbH, damit wurde die SKB Group etabliert. Im Jahr 2024 wurde das Tochterunternehmen KONEKA gegründet, das von der PRAKAB hergestellte Produkte sowie Produkte Dritter an Kunden in Tschechien und in der Slowakei liefert.